# Gratia (latinskt ord)
Gratia är ett latinskt ord som betyder 'tack' och 'nåd'.
När kristendomen kom till romarriket, så hade romarnas språk latin inga ord för de kristna begreppen. Då fick många gamla ord nya betydelser och man tog även in några lånord från grekiskan. Ordet gratia, som betyder 'tack', fick en betydelse till, nämligen 'nåd'.

## Latinska tack-fraser
- Gratias tibi (ago)! - Tack! (Ordagrant: "(Jag driver) tackar åt dig!")
- Magnas gratias (ago)! - Ett stort tack! (Ordagrant: "(Jag driver) stora tackar!")
- Maximas gratias (ago)!; Ingentes gratias (ago)! - Tack så mycket!; Tusentack! (Ordagrant: "(Jag driver) mycket stora tackar!" och "(Jag driver) väldiga tackar!")